# Bakala episinoides
Bakala episinoides är en spindelart som beskrevs av Davies 1990. Bakala episinoides ingår i släktet Bakala och familjen mörkerspindlar.
Artens utbredningsområde är Queensland. Inga underarter finns listade.